# Johann Bernhard Stallo

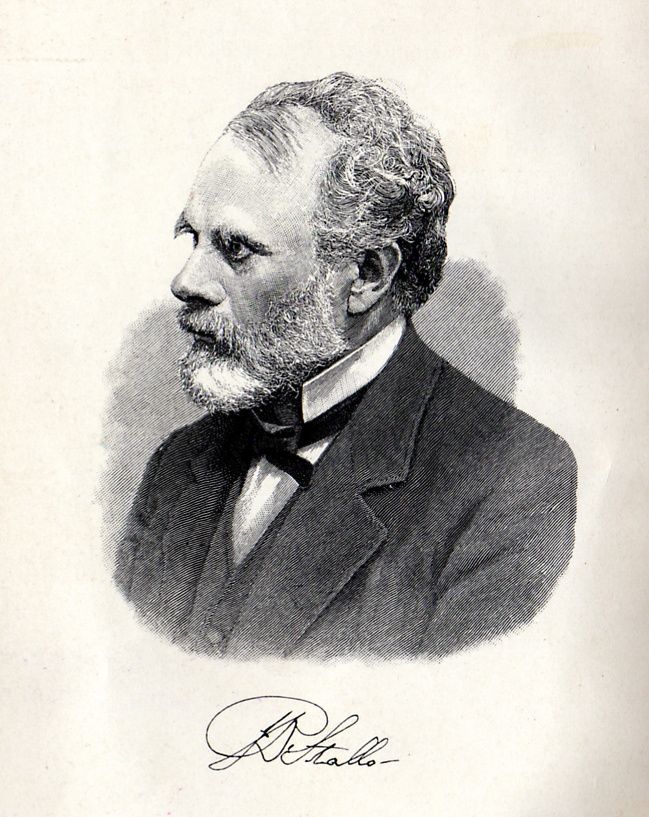
Johann Bernhard Stallo

Johann Bernhard Stallo, anglisiert John Bernard Stallo (* 16. März 1823 in Sierhausen, Großherzogtum Oldenburg; † 6. Januar 1900 in Florenz) war ein deutsch-amerikanischer Jurist, Philosoph und Diplomat.

## Leben
Johann Bernard Stallo war der Sohn des Lehrers Johann Heinrich Stallo und seiner Ehefrau Anna Maria Adelheid geb. Moormann. Da der Vater nicht die finanziellen Mittel hatte, um ihn auf ein Gymnasium zu schicken, unterrichtete er ihn selbst in Mathematik. Von zwei Geistlichen wurde er in alten Sprachen unterwiesen. Da keine Aussicht bestand, eine Universität zu besuchen, wanderte er 1839 in die Vereinigten Staaten aus. In Cincinnati lernte er kurz nach seiner Ankunft französische und belgische Jesuiten kennen, die ein seit Jahren bestehendes Lyzeum, das „Athenäum“, in ein College umwandeln wollten. Sie suchten einen Lehrer der deutschen Sprache. Stallo nahm das Angebot an – unter der Voraussetzung, dass man ihm Gelegenheit geben würde, sein Studium in Mathematik und im Griechischen fortzusetzen.
Im Herbst 1844 nahm er eine Tätigkeit als Lehrer für Mathematik und Physik am St. John’s College in New York auf. Nach drei Jahren fasste er auf den Rat eines Freundes den Entschluss, Jurist zu werden, und machte schon 1848 sein Examen. Nach vier Jahren wurde er vom Gouverneur zum Richter des Hamilton County Court of Common Pleas in Cincinnati ernannt und im Herbst 1862 vom Volk für diese Stelle gewählt. Dieses Amt legte er jedoch vor Ablauf seiner Amtszeit im Jahre 1885 nieder.
1885 wurde er von US-Präsident Grover Cleveland (Demokratische Partei) zum Botschafter der Vereinigten Staaten in Italien ernannt. Mit der Wahl des Republikaners Benjamin Harrison zum neuen Präsidenten endete 1889 seine diplomatische Tätigkeit; er zog auf seinen Alterssitz in Florenz, wo er auch starb.

## Familie
Stallo heiratete 1850 Helena Zimmerman. Mit ihr hatte er zehn Kinder, von denen fünf Kinder die Kindheit nicht überlebten.